# Paul Neagu
Paul Neagu (n. 22 februarie 1938, București, România – d. 16 iunie 2004, Londra, Anglia, Regatul Unit) a fost un artist plastic, pictor, desenator, grafician, sculptor, poet, profesor de artă român - englez. A fost deseori numit cel mai important artist plastic român de la Constantin Brâncuși încoace.
Sculpturile, picturile, desenele și documentarea performanțelor sale se află în numeroase colecții publice, ca de ex. British Museum, Galeria Tate, V & A și Galeria Naționala de Artă Modernă a Scoției, Muzeul de Artă Contemporană din București, Muzeul de Artă Timișoara.
A expus în multe țări, folosind o mare varietate de modalități și materiale, a creat de la desene de dimensiuni relativ mici până la sculpturi monumentale din oțel inoxidabil.

## Date biografice
El s-a născut la data de 22 Februarie 1938 la București și a urmat liceul în Timișoara. În 1965 a absolvit Institutul de Arte Plastice „Nicolae Grigorescu” din București. 
A expus pentru prima dată la Galeria „Amfora” din București. În 1969 s-a stabilit în Marea Britanie, de unde, după 1989, avea să revină periodic în România. 
A fost bursier al Arts Council (U.K. - 1975) și al The Pollock-Krasner Foundation (U.S.A. – 1990, 1991 și 2004). A predat la Chelsea School of Art (1975 - 1981), la Royal College of Art (1976 - 1986) și la Universitatea „Concordia” din Montreal, Canada (1982 - 1983). 
I s-au acordat premiul „Tony Cobbeld” (1976), premiul Consiliului Artelor, din Marea Britanie (1973 și 1978) și a fost decorat de Guvernul Japoniei (1996). 
Grav bolnav, a murit la Londra la 16 iunie 2004 și la dorința sa, a fost înmormântat în țară, la Timișoara.

## Expoziții
Paul Neagu a avut numeroase expoziții personale și de grup în Marea Britanie, Germania, Elveția, Irlanda, Franța, Austria, Ungaria, Slovenia, Grecia, România, Statele Unite, Canada, Japonia, China. Lucrările sale se găsesc în muzee sau colecții din Marea Britanie (Tate Britain, Victoria and Albert Museum, Scottish National Gallery – Edinburgh, Arts Council, The Henry Moore Foundation, Goodwood etc), Germania, Elveția, Canada, Statele Unite (Philadelphia Museum of Art, Chicago Art Institute), Japonia (Fukuoka Museum, Toshigi Museum), România (Muzeul Național de Artă, Muzeul Național de Artă Contemporană, Muzeul Banatului etc). Lucrări monumentale în Marea Britanie, România (București și Timișoara), China (Guilin).
PAUL NEAGU – considerat de critică „un inovator, aflat pe filiația Brâncuși, Malevici, Gabo, mereu în căutare de noi forme de expresie și de noi concepții despre artă. Există la el o nerăbdare, o voință de acțiune și de afirmare, un spirit de aventură care îi deschide calea către toate cutezanțele: de la cele ale sculpturilor comestibile, ale sculpturilor palpabile, ale ciclurilor ANTHROPOCOSMOS și HYPHEN, până la cel cu aspirații cosmice, al STELELOR...” (Dicționar de Artă Contemporană).

## Lucrări

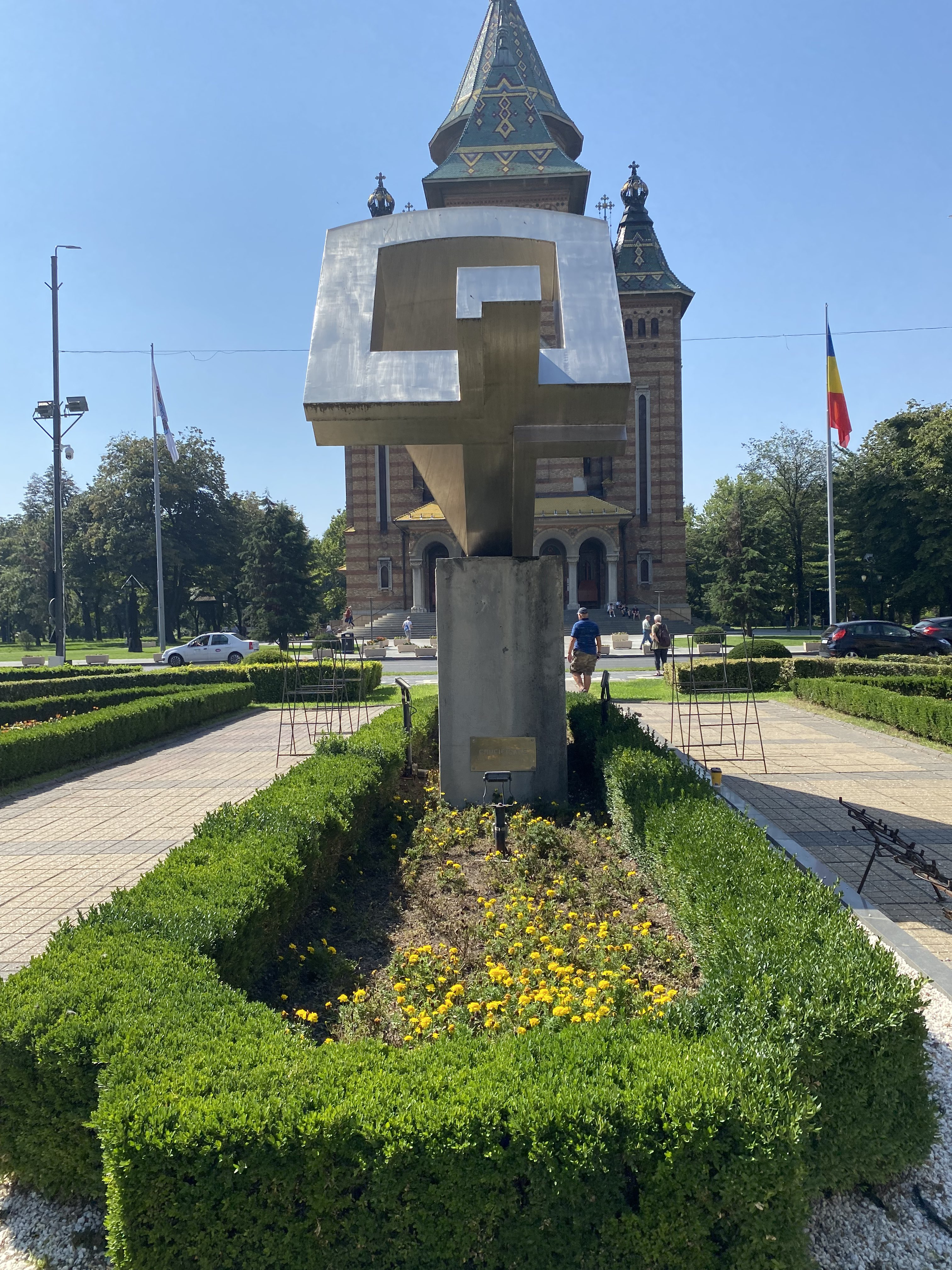
Crucificarea - Monumentul Martirilor Revoluției", amplasat în centrul Timișoarei. Autor Paul Neagu

Amintind de personalitățile renascentiste, arta lui Paul Neagu sfidează clasificările, fiind capabil să producă o "artă totală" ce sintetizează cunoștințe din cele mai diverse domenii: filosofie, lingvistică, fizică cuantică, arhitectură.
Printre contribuțiile sale monumentale se află "Crucea Secolului" din Piața Charles de Gaulle și "Crucificarea", monumentul Martirilor Revoluției, amplasat în centrul Timișoarei, în fața catedralei ortodoxe.
Este cunoscut în special pentru seriile de lucrări: 
- Hyphens (Cratima)
- Starheads (Cap de stea)
- Cells (Celule)
- Impulses and Vectors (Impulsuri și vectori)
- pentru Grupul (fictiv) de artă generativă "Generative Arts Group"